# Валалики
Валалики (слч. Valaliky) је насељено мјесто са административним статусом сеоске општине (слч. obec) у округу Кошице-околина, у Кошичком крају, Словачка Република.

## Становништво
| Година:    | 1994. | 2004.   | 2014.   | 2024.   |
| ---------- | ----- | ------- | ------- | ------- |
| Број људи: | 3563  | 3913    | 4264    | 4549    |
| Разлика:   |       | +9,82 % | +8,97 % | +6,68 % |

| Година:    | 2023. | 2024.   |
| ---------- | ----- | ------- |
| Број људи: | 4520  | 4549    |
| Разлика:   |       | +0,64 % |

Према подацима о броју становника из 2011. године насеље је имало 4.228 становника.